# Stary Zamek (skały)
Stary Zamek (Moltkefels, 510 m n.p.m.) – skały w Masywie Śnieżnika, w Sudetach.
Gnejsowe skały o wysokości 6 m na zboczu wzniesienia Dzielec poniżej skał Wysoki Okap a powyżej skał Grzybki nad Drogą Madejową.